# タヒール・メンチチ
タヒール・メンチチ（Tahir Menxhiqi、1984年1月1日 - ）は、コソボの男性キックボクサー。

## 戦績
| 勝敗 | 対戦相手     | 試合結果       | 大会名 | 開催年月日    |
| ×    | 小宮由紀博   | 3R終了 判定0-3 | K-1 WORLD MAX 2010 〜-70kg World Championship Tournament FINAL16 / -63kg Japan Tournament FINAL〜 【オープニングファイト】 | 2010年7月5日  |
| ×    | イム・チビン | 3R終了 判定0-3 | K-1 WORLD GP 2009 IN SEOUL FINAL16                                                                                         | 2009年9月26日 |

## 獲得タイトル
- WKAアマチュア世界王者 (2004)
- WKA世界王者 (2009)